# Homosexualité dans le Pérou précolombien

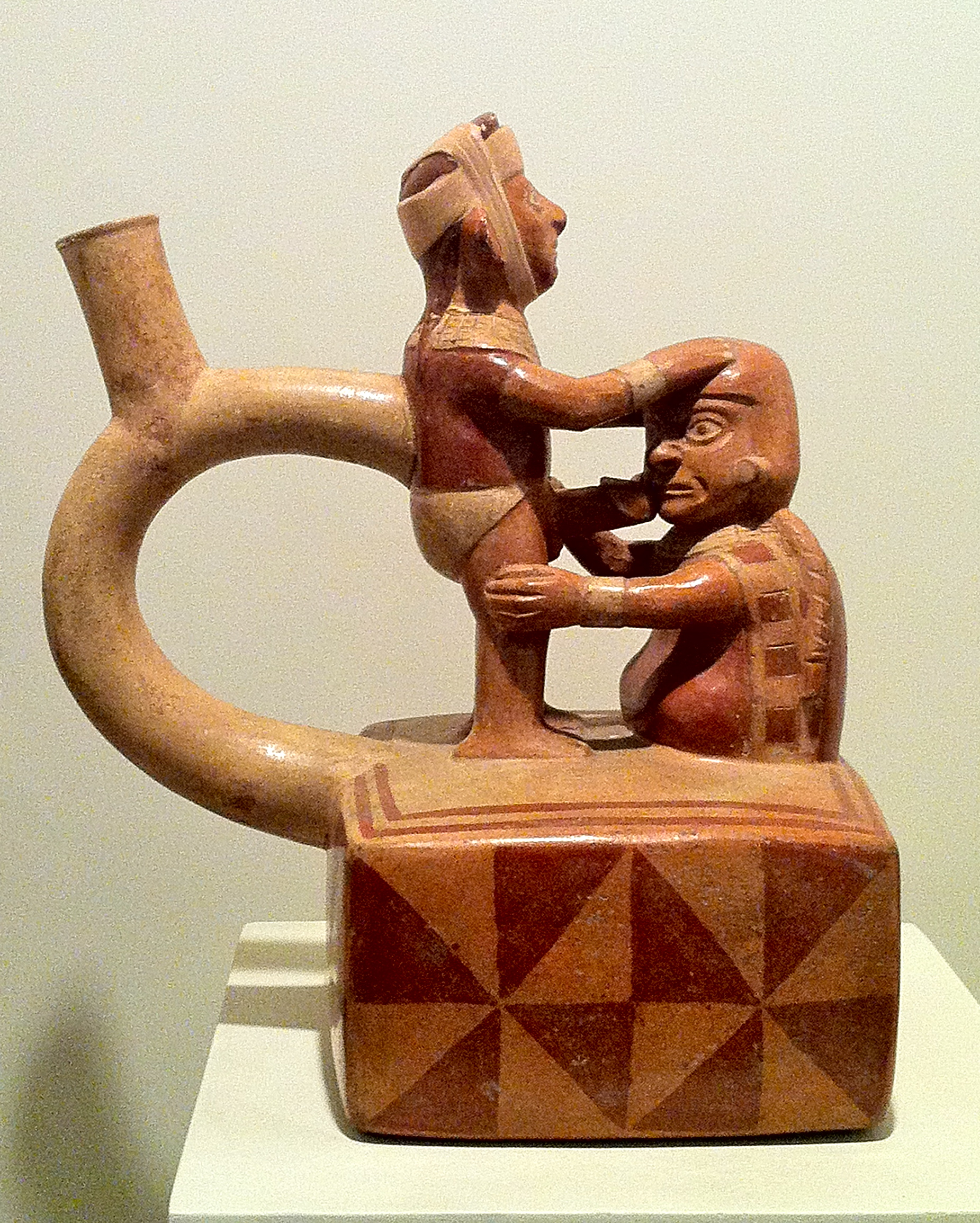
Céramique mochica du musée Larco, à Lima.

Des preuves de comportement homosexuel dans le Pérou précolombien sont parvenues jusqu'à nous à travers des céramiques érotiques (en castillan : huacos eróticos). Ces objets proviennent des civilisations andines, notamment des cultures Moche et Chimú.

## Arrivée des Espagnols et répression de l'homosexualité
Quand les Espagnols sont arrivés au XVIe siècle, ils ont été stupéfaits devant les pratiques sexuelles des Indigènes. Le vice-roi Francisco de Toledo et les membres du clergé découvrirent avec horreur qu'ils toléraient l'homosexualité et qu'ils n'interdisaient même pas les relations sexuelles avant le mariage, et que la chasteté des femmes n'avait pas d'importance à leurs yeux.
Cette manière de voir la sexualité a été annihilée. L'un des hommes d'église les plus importants de l'époque coloniale, le jésuite José de Acosta, écrivait en 1590 :

« Il y a une autre grave erreur […] profondément enracinée dans le cœur des barbares. La virginité, estimée et honorée par tous les hommes, est dénigrée par ces barbares comme quelque chose de vil. À l'exception des vierges consacrées au Soleil ou à l'Inca (les accla), toutes les autres femmes sont considérées comme de moindre valeur quand elles sont vierges, et elles s'offrent donc le plus tôt possible au premier homme qu'elles trouvent. »

— José de Acosta, Historia natural y moral de las Indias
L'historien Maximo Terrazos décrit les méthodes employées par les Espagnols pour concilier cette sexualité indigène avec la foi catholique :

« Francisco de Toledo a ordonné que les natifs soient évangélisés et que ceux qui seraient « pris en train de vivre maritalement en dehors des liens sacrés du mariage recevraient cent coups de fouet "pour persuader ces Indiens de s'éloigner par eux-mêmes de cette coutume si nuisible et néfaste". Toledo émit aussi plusieurs décrets ayant pour but de créer une ségrégation presque totale entre les sexes dans l'espace public. Les infractions étaient punissables de cent coups de fouet et un service de deux ans dans les pestilentiels hôpitaux de l'état. Sous l'Inquisition, transportée au Pérou en 1569, les homosexuels pouvaient être condamnés au bûcher. » »

— Maximo Terrazos, historien
L'homosexualité fut décriminalisée au Pérou en 1837.

## Céramiques

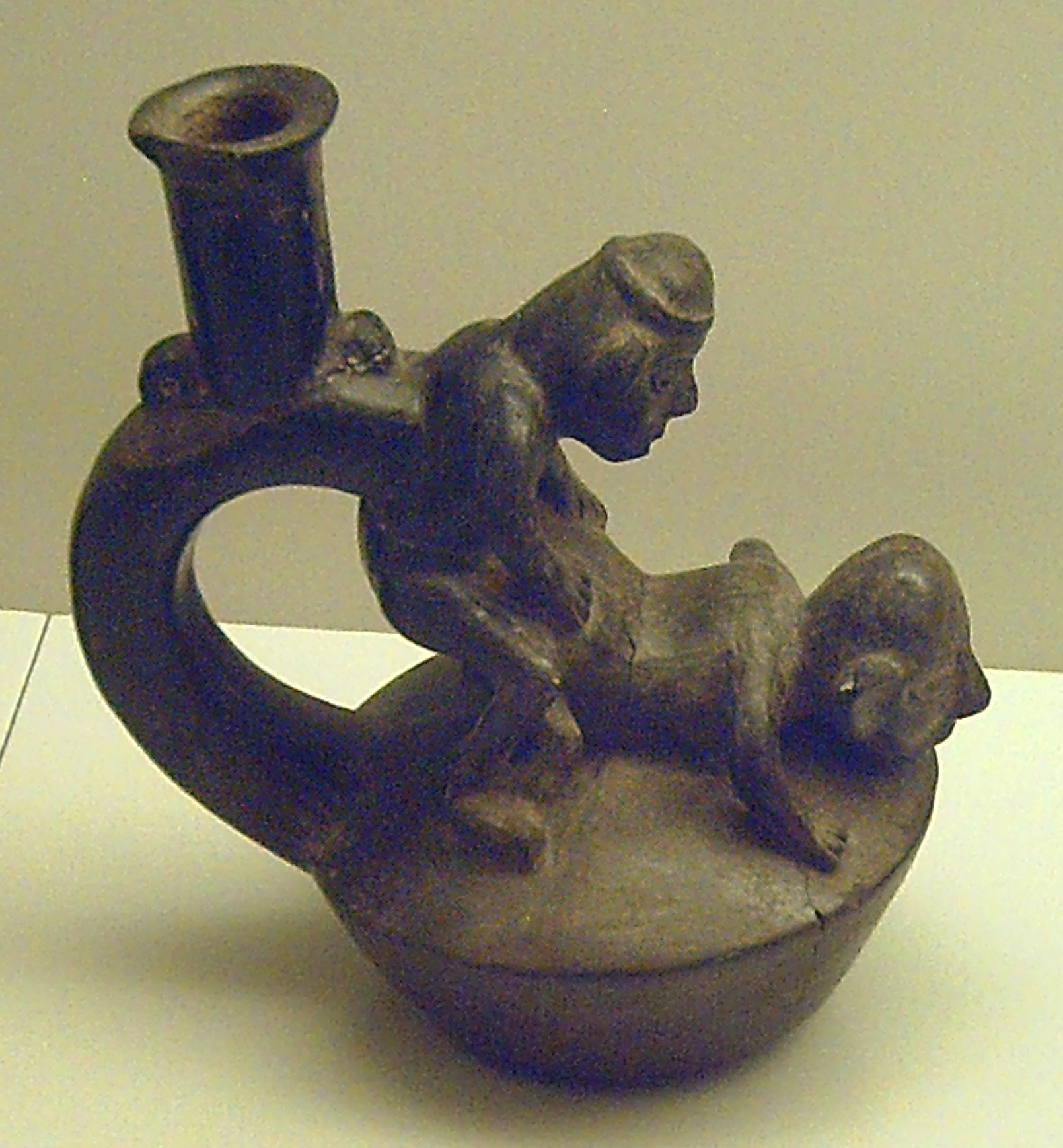
Vase en céramique avec une représentation d'acte sexuel. Culture chimù.

Sur une période de huit cents ans, les cultures précolombiennes des Andes, en particulier la culture Moche, ont produit au moins des centaines de milliers de céramiques (en castillan : huacos). Plusieurs de ces céramiques parmi d'autres montrent des squelettes en train de pratiquer la sodomie entre deux femmes ou entre deux hommes.

### Destruction
Plusieurs de ces céramiques, ainsi que de nombreuses icônes indigènes, ont été détruites. Dans les années 1570, Francisco de Toledo et ses conseillers du clergé ont organisé l'éradication de la sodomie, de la masturbation et d'une pratique sociale qui traduite grossièrement du quechua signifie « mariage à l'essai ». Comme le décrit Terrazos, « Il n'était pas possible de parler de ces succès parce qu'ils étaient considérés comme pornographiques ». Ils étaient interdits en raison du « tabou imposé par la religion chrétienne sur la sexualité, les hommes ne devant avoir de relations sexuelles que pour la procréation, et les femmes ne devant pas connaître de plaisir sexuel ».

### Survie
Malgré tous ces efforts pour détruire ces objets, plusieurs y ont réchappé et nous sont parvenus. Pendant des décennies, les céramiques à motifs érotiques étaient enfermées à l'abri du regard du public, et uniquement visibles à une élite de savants péruviens. De manière occasionnelle et avec réticence, elles étaient parfois montrées à des chercheurs étrangers américains ou européens triés sur le volet. Le musée Larco, à Lima, est depuis connu pour sa galerie de poteries érotiques précolombiennes.